# James Waithe
James Waithe (ur. 30 grudnia 1961 w Bristolu) – barbadoski judoka. Olimpijczyk z Seulu 1988, gdzie zajął dziewiętnaste miejsce w wadze średniej. 
Brązowy medalista igrzysk Ameryki Środkowej i Karaibów w 1986 roku.

## Letnie Igrzyska Olimpijskie 1988
| Konkurencja | Eliminacje         | Klas. końcowa |
| Konkurencja | Przeciwnik I       | Miejsce       |
| ----------- | ------------------ | ------------- |
| 86 kg       | Liu Junlin (CHN) P | 19.           |